# Bacescomysis pacifica
Bacescomysis pacifica is een aasgarnalensoort uit de familie van de Petalophthalmidae. De wetenschappelijke naam van de soort is voor het eerst geldig gepubliceerd in 1985 door Murano & Krygier.